# Eliseu Martins
Eliseu Martins är en kommun i Brasilien.   Den ligger i delstaten Piauí, i den östra delen av landet, 1 000 km nordost om huvudstaden Brasília. Antalet invånare är 4 667.
Omgivningarna runt Eliseu Martins är huvudsakligen savann. Runt Eliseu Martins är det mycket glesbefolkat, med 3 invånare per kvadratkilometer.